# 巴延达喇
巴延达喇珲台吉（1547年—1586年之前），蒙古大汗达延汗的曾孙，格哷森札札赉尔（喀尔喀部的祖先）的孙子。阿什海的长子。
分到的为他与二叔诺颜泰哈坦巴图尔、四叔德勒登昆都伦、七叔鄂特欢诺颜同掌管右翼（札萨克图汗部）兀讷格特（一作乌审）、扎赉尔鄂托克。他在1586年之前有去世，之后由赉瑚尔继承。赉瑚尔是巴延达喇的儿子，一说赉瑚尔是巴延达喇的弟弟。

### 书目
- 《清史稿》